# Сарнадаш-де-Сан-Сіман
Сарнадаш-де-Сан-Сіман (порт. Sarnadas de São Simão; МФА: [saɾ.ˈna.dɐʒ dɨ ˈsɐ̃w si.ˈmɐ̃w]) — парафія в Португалії, у муніципалітеті Олейруш. Розташована в східній частині країни, на теренах історичної португальської провінції Бейра. Входить до складу округу Каштелу-Бранку. За адміністративним поділом, чинним до 1976 року, терени парафії були складовою провінції Нижня Бейра. Належить до Порталегрівсько-Каштелу-Бранківської діоцезії Католицької церкви. Патрон — святий Симон. Площа — 31,0033 км². Населення — 217 ос. (2011). Слабо урбанізований регіон. Густота населення — 7 осіб/км²
. Код — 050610.

## Населення
| Кількість мешканців | Кількість мешканців | Кількість мешканців | Кількість мешканців | Кількість мешканців | Кількість мешканців | Кількість мешканців | Кількість мешканців | Кількість мешканців | Кількість мешканців | Кількість мешканців | Кількість мешканців | Кількість мешканців | Кількість мешканців | Кількість мешканців |
| ------------------- | ------------------- | ------------------- | ------------------- | ------------------- | ------------------- | ------------------- | ------------------- | ------------------- | ------------------- | ------------------- | ------------------- | ------------------- | ------------------- | ------------------- |
| 1864                | 1878                | 1890                | 1900                | 1911                | 1920                | 1930                | 1940                | 1950                | 1960                | 1970                | 1981                | 1991                | 2001                | 2011                |
| 375                 | 415                 | 480                 | 514                 | 576                 | 545                 | 506                 | 716                 | 831                 | 859                 | 684                 | 543                 | 429                 | 317                 | 217                 |